# Homer Herpol
Homer Herpol (* um 1510 in Saint-Omer; † Oktober 1573 in Konstanz) war ein franko-flämischer Komponist, Kapellmeister, Kantor und Kleriker der Renaissance.

## Leben und Wirken
Über die frühen Jahre und die erste Ausbildungszeit von Homer Herpol sind keine Informationen überliefert. In Freiburg im Breisgau war er Schüler von Heinrich Glarean, der am 17. April 1550 dem späteren Propst in Freiburg im Üchtland (Schweiz), Simon Schibenhart, brieflich mitteilte, dass ein junger Mann mit Namen Homerus mit seinem Werk zu ihm käme; diesem Werk habe er ein Nachwort angefügt. Herpol bekam noch im gleichen Jahr die Stelle eines Kantors an der Kirche St. Nikolaus in Freiburg (Schweiz). Der dortige Stadtrat erlaubte ihm 1555 einen Urlaub für weitere Studien bei Glarean. Es gibt mehrere Briefe des Rats an ihn und Glarean im Bemühen um Herpols Rückkehr. Der Komponist bekam zu seiner Ankunft am 2. Juni 1557 Geschenke, außerdem war ihm zuvor eine Pfründe reserviert worden. Neben seiner Kantorentätigkeit wirkte Herpol auch am Dekanatsgericht, später auch am neu geschaffenen Chorgericht. Zuvor machte er im Frühjahr 1560 eine Reise in seine Heimat St. Omer. An seiner Kirche St. Nikolaus wurde sein Bruder Laurenz Herpol 1565 der Nachfolger von Claude Sebastiani als Organist, starb aber schon am 30. August dieses Jahres an der Pest. Homer Herpol ließ im gleichen Jahr seine Evangelienmotetten „Novum et insigne opus musicum“ in Nürnberg drucken, mit einer Widmung an Otto von Waldburg, Fürstbischof von Augsburg. Bischof Otto empfahl dem Augsburger Domkapitel Herpol als Vikar mit der Begründung, dass er Domkapellmeister werden könne. Der Komponist erhielt 1567 das Angebot einer Vikarie, aber mangels weiterer Zusicherungen kam es nicht zu einem Wechsel nach Augsburg.
Im Lauf des Jahres 1567 hat Herpol seine bisherige Stelle und die Stadt Freiburg (Schweiz) verlassen; die Gründe dafür sind nicht restlos geklärt. Zwar lebte er im Konkubinat und hatte auch Kinder, aber es gab auch eine Klage des Propstes Duvillard über üble Nachreden seitens der Priester. Vielleicht gehörte Herpol zu den Gegnern des Propstes und musste deshalb gehen. Brieflich bittet er Anfang 1568 mit Worten des Danks um Verzeihung und unter anderem um vier Bücher, in denen sich einige noch nicht fertiggestellte Kompositionen befänden; die übrigen Musikalien wollte er der Stadt überlassen. Er erhielt noch fünf Jahre später, am 20. Oktober 1572, ein in Freiburg ausgestelltes Zeugnis, in dem nichts über seine Vergehen enthalten ist. Herpol bekam eine neue Stelle am Liebfrauenmünster in Konstanz, nachdem das dortige Domkapitel an den Bischof, Kardinal Mark Sittich von Hohenems, am 7. Dezember 1568 diese Besetzung mitteilte. Der Komponist wurde mehrfach vom Domkapitel ermuntert, seine Werke fertigzustellen und gegen ein gutes Honorar zu übergeben. Er bekam vorübergehend zwei Pfründen, die er gegen den Empfang der ertragreicheren „Praebenda S. Barbarae“ wieder zurückgab. Letztere war für den Unterhalt der Chorknaben bestimmt; darüber hinaus erhielt er für deren Versorgung außer Naturalien noch jährlich etwa 200 Gulden. Im Herbst 1573 ist der Komponist offenbar an der Pest erkrankt und starb daran vor dem 19. Oktober des Jahres. Der Augsburger Schulrektor Valentin Rotmar, ebenfalls Schüler von Glarean, verfasste auf seinen Tod ein Gedicht und bekam für ein „Carmen in laudem defuncti Homeri“ vom Konstanzer Domkapitel ein Honorar. Noch zwei Jahre später hat dieses Kapitel von einem Kreuzlinger Schulmeister Kompositionen von Herpol gegen eine Belohnung abschreiben lassen.

## Bedeutung
Der Rang von Homer Herpol ergibt sich schon aus den zahlreichen Erwähnungen in musiktheoretischen Werken seiner Zeit und aus den Vergleichen mit anderen Komponisten, wie beispielsweise Orlando di Lasso. Er kann als bedeutendster Vertreter einer vom späten Josquin geprägten Komponistengeneration im süddeutsch-schweizerischen Raum gelten. Von ihm stammt die erste vollständige Sammlung von Motetten zu allen Texten der sonntäglichen Evangelien, nämlich „Novum et insigne opus musicum“, wobei die Auswahl der Perikopen auf dem Missale von Lausanne 1522 beruht. Später entstanden nach diesem Vorbild etliche ähnliche Sammlungen, meist in der deutschen protestantischen Kirchenmusik. Die fünfstimmigen Motetten bestehen, von zwei Ausnahmen abgesehen, immer aus einem ersten und zweiten Teil; ist ein Alleluja enthalten, wird es im zweiten Teil wiederholt. Entsprechend dem „Dodekachordon“ von Glarean gliedert sich die Sammlung in vier Dodekaden (Gruppen von je zwölf Stücken) und eine Gruppe von fünf einzelnen Stücken in den häufiger verwendeten Tonarten in der Mitte; die letzte (4.) Dodekade enthält eine zusätzliche Motette im 7. Modus. Die Melodien gehen deutlich auf die gregorianischen Psalmtöne zurück, insbesondere bei den Magnificats. Die Textausdeutungen geschehen durch Abweichungen von den modalen Regeln, durch Tonmalereinen und durch musikalisch-rhetorische Figuren.

## Werke
- 54 Motetten zu den Texten der sonntäglichen Evangelien in der Sammlung „Novum et insigne opus musicum, in quo textus evangeliorum totius anni, vero ritui ecclesiae correspondens, quinque vocum modulamine, singulari industria, ac gravitate exprimitur“, bei Ulrich Neuber und Johannes Montanus Erben, Nürnberg 1565, in fünf Stimmbüchern erschienen
- Magnificat-Satz zu drei Stimmen für das Kloster St. Clara in Freiburg
- Kanon „Trium ex unisono post tempus perfectum“ zu drei Stimmen, Nürnberg 1589
- Sieben Magnificats zu vier Stimmen im Chorbuch des Benediktinerklosters Reichenau
- „Salve Regina“
- „Regina caeli laetare“
- „Officium in die Sancto Pentecostes“, Handschrift aus dem Kloster St. Ulrich und Afra in Augsburg
- 28 weitere Kompositionen, die sicher Herpol zuzuordnen sind, darunter Propriumsvertonungen zu Ostern, Pfingsten, Allerheiligen, Christi Himmelfahrt und Marienfesten; aus dem Augsburger Chorbuch Introitus und Sequenz zu Pfingsten, weitere Ordinariumssätze, eine „Missa in summis festis“ und eine „Missa in festivitatibus Beatae Virginis“
- Bass-Stimme zu einem „Ave verum“ von Josquin
- Motettensammlung aus dem Besitz Glareans
- Verschollene Werke
  - Komposition mit einem Nachwort Glareans von 1550
  - Gesangbücher, für die Herpol 1555 eine Belohnung bekam
  - Motetten „De Sanctis“ von 1567
  - Vom Domkapitel Konstanz angeforderte Werke
  - In den Protokollen des Konstanzer Domkapitels erwähntes „inventarium der gesangbücher und musicalia“ des Kapellmeisters Marcus Bader von 1618